# Deivy Vera Sigueñas
Deivy Vera Sigueñas (* 18. Januar 1992 in Chicama, Distrikt Chicama, Peru) ist ein peruanischer Schachspieler. Im Mai 2013 wurde er zum Internationalen Meister ernannt, seit 2020 trägt er den Titel eines Großmeisters.
Mit der peruanischen Nationalmannschaft nahm Vera Sigueñas an drei Schacholympiaden teil (2012 am zweiten, 2016 am dritten und 2018 am zweiten Brett). Bei den peruanischen Einzelmeisterschaften wurde er 2012 Zweiter (hinter Giuseppe Leiva) und 2016 Dritter, jeweils punktgleich mit dem Meisterschaftssieger.
| Hier fehlt eine Grafik, die leider im Moment aus technischen Gründen nicht angezeigt werden kann. Wir arbeiten daran! |